# Френклин (Канзас)
Френклин (енгл. Franklin) насељено је место без административног статуса у америчкој савезној држави Канзас.

## Демографија
По попису из 2010. године број становника је 375.
| Група             | 2000.    | 2010.       |
| Белци             | 0 (0,0%) | 352 (93,9%) |
| Афроамериканци    | 0 (0,0%) | 4 (1,1%)    |
| Азијати           | 0 (0,0%) | 3 (0,8%)    |
| Хиспаноамериканци | 0 (0,0%) | 5 (1,3%)    |
| Укупно            | 0        | 375         |